# Jersey City
Jersey City is een stad in de Amerikaanse staat New Jersey en telt 240.055 inwoners. Het is hiermee de 72e stad in de Verenigde Staten (2000). De oppervlakte bedraagt 38,6 km², waarmee het de 229e stad is.
Jersey City maakt deel uit van de agglomeratie New York en ligt aan de Hudson, tegenover de borough Manhattan van New York, waar het middels de Holland Tunnel mee verbonden is. Het zuidoostelijke gedeelte van de stad ligt aan de Upper New York Bay.

## Geschiedenis
Het land waarop nu Jersey City ligt was voor de komst van de Europeanen een wildernis die bewoond werd door inheemse Amerikanen van de Lenni-Lenape-stammen. In 1609 werd het gebied ontdekt door Henry Hudson die in opdracht van de Vereenigde Oostindische Compagnie een alternatieve route zocht naar Oost-Azië. Met zijn schip de Halve Maen voer hij de rivier de Hudson op, die destijds de Noordrivier genoemd werd. Op verscheidene plaatsen wierp hij het anker van zijn schip uit, waaronder op de plek waar nu Jersey City ligt. Na er negen dagen doorgebracht te hebben en de bewoners ontmoet te hebben voer hij nog noordwaarts tot aan het huidige Albany. Hierna keerde hij terug naar Nederland.
De Nederlanders zetten in 1621 de West-Indische Compagnie (WIC) op om dit nieuwe grondgebied te leiden en noemden het Nieuw-Nederland. Spoedig daarna ontving Michiel Reyniersz Pauw het beheer van het gebied op voorwaarde dat hij er binnen vier jaar een kolonie zou stichten van niet minder dan vijftig personen. Hij koos de oever van de Hudson en kocht het land van de indianen. Deze overeenkomst is gedateerd 22 november 1630 en is het vroegste verdrag voor wat nu de steden Hoboken en Jersey zijn. Nochtans lukte het Michiel Pauw niet om aan de voorwaarden van zijn mandaat te voldoen en in 1633 moest hij alles weer teruggeven aan de WIC.

### Pavonia
De eerste nederzetting was in Communipaw, een plek vlak bij het huidige Liberty State Park. In 1663 werd daar een huis gebouwd voor Jan Evertsen Bout, gouverneur van de kolonie. Hij noemde de kolonie Pavonia, naar de Latijnse versie van de naam Pauw. Kort daarna werd een ander huis gebouwd bij Harsimus Cove (dicht bij de huidige hoek van Fourth street en Marin Boulevard). Dit tweede huis werd het huis van Cornelius van Vorst, die Bout opvolgde als gouverneur. Dit waren de eerste twee huizen in Jersey City. De relaties met Lenni-Lenape verslechterden en oorlog vernietigde de kolonie bijna in de Oorlog van Kieft in 1643 en opnieuw in de Esopus-oorlogen.

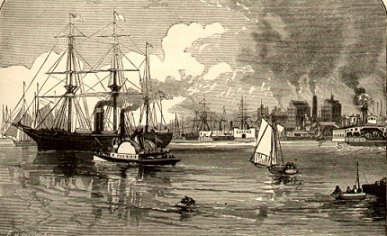
Tekening van Jersey City omstreeks 1890

## Demografie
Van de bevolking is 9,8 procent ouder dan 65 jaar en bestaat voor 29,2 procent uit eenpersoonshuishoudens. De werkloosheid bedraagt 7,1 procent (cijfers volkstelling 2000).
Ongeveer 28,3 procent van de bevolking van Bellevue bestaat uit hispanics en latino's, 28,3 procent is van Afrikaanse oorsprong en 16,2 procent van Aziatische oorsprong.
Het aantal inwoners steeg van 228.475 in 1990 naar 240.055 in 2000.

## Klimaat
In januari is de gemiddelde temperatuur -1,4 °C, in juli is dat 23,8 °C. Jaarlijks valt er gemiddeld 1104,9 mm neerslag (gegevens op basis van de meetperiode 1961-1990).

## Plaatsen in de nabije omgeving
De onderstaande figuur toont nabijgelegen plaatsen in de staat New Jersey in een straal van 8 km rond Jersey City.

## Bekende inwoners van Jersey City

### Geboren
- Franklin Murphy (1846-1920), Republikeins politicus
- Eva Watson-Schütze (1867-1935), kunstschilderes en fotografe
- Basil Ruysdael (1888-1960), acteur en operazanger
- Charlie Dixon (1898-1940), banjo-speler, gitarist en arrangeur in de jazz
- Ozzie Nelson (1906-1975), bigband-leider, zanger, acteur, televisieproducer en regisseur
- Richard Conte (1910-1975), acteur
- Norman Lloyd (1914-2021), acteur
- Nancy Barbato (1917-2018), eerste echtgenote van Frank Sinatra, moeder van Nancy Sinatra
- Dickie Thompson (1917-2007), zanger, gitarist, songwriter
- Henry Wittenberg (1918-2010), worstelaar
- Danny Dayton (1923-1999), acteur
- Sonny Igoe (1923-2012), jazz-drummer en bandleider
- Rudy Van Gelder (1924-2016), geluidstechnicus
- Jane Harvey (1925-2013), jazz-zangeres
- Arthur Okun (1928-1980), econoom
- Philip Bosco (1930-2018), acteur
- Sam Coppola (1932-2012), acteur
- E. Duke Vincent (1932-2024), televisieproducent
- Michael Angelo Saltarelli (1933-2009), bisschop
- Norman Edge (1934-2018), jazzbassist
- Richard Kuklinski (1935-2006), huurmoordenaar
- Susan Flannery (1939), actrice
- Nancy Sinatra (1940), zangeres en actrice
- Martha Stewart (1941), zakenmagnaat, auteur en redactrice
- John Cernuto (1944-2025), professioneel pokerspeler
- Paul Gleason (1944-2006), acteur
- Jonathan Lasker (1948), abstract schilder
- Skip O'Brien (1950-2011), acteur
- Martin Dempsey (1952), generaal
- Al Di Meola (1954), gitarist
- Nathan Lane (1956), acteur
- George Zamka (1962), astronaut
- Tommy Igoe (1964), jazzdrummer en bigband-leider
- Malcolm-Jamal Warner (1970-2025), acteur
- Eric Taino (1975), Filipijns tennisser
- Christina Milian (1981), zangeres en actrice

### Overleden
- Arthur Korn (1870-1945), Duits natuurkundige, uitvinder van de fotografische faxmachine
- Willem Wakker (1879-1959), Nederlandse langeafstandsloper
- Richie Havens (1941-2013), folkzanger en -gitarist

## Galerij

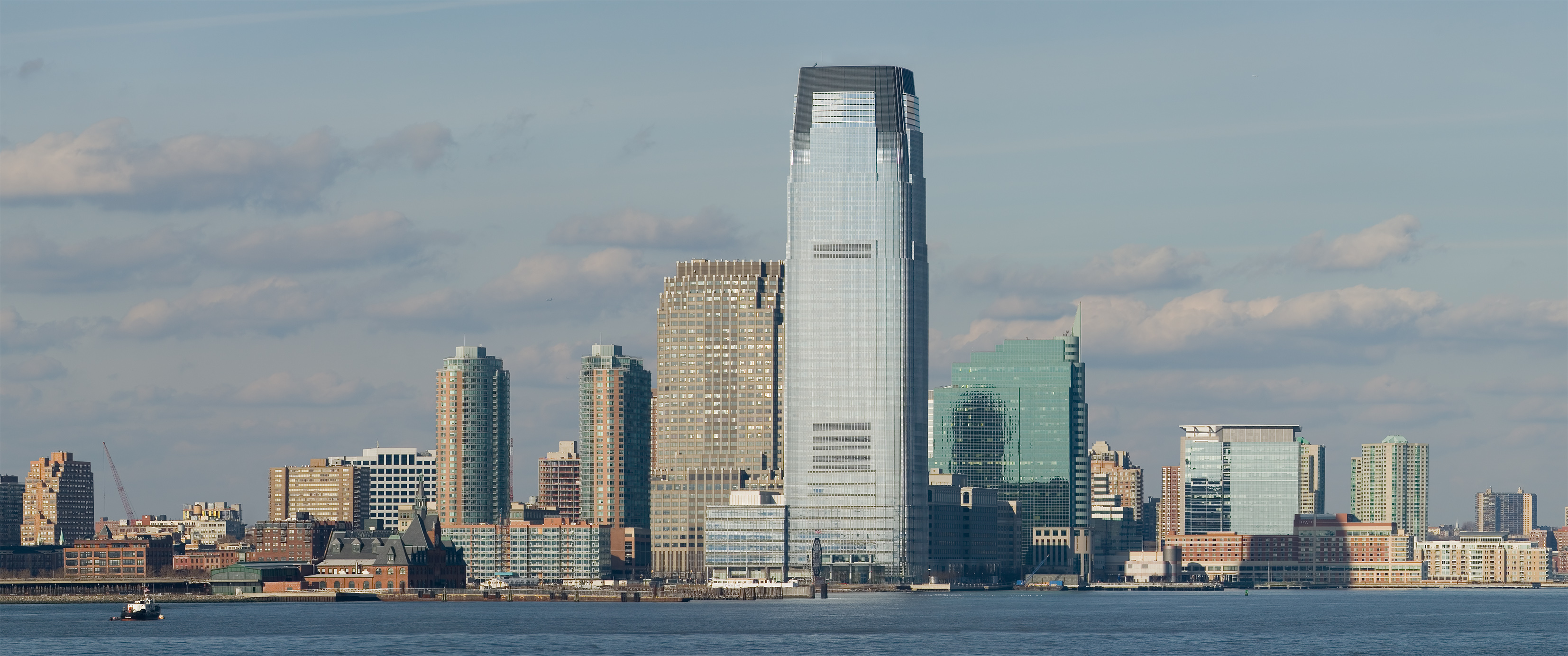
Gezicht op Jersey City
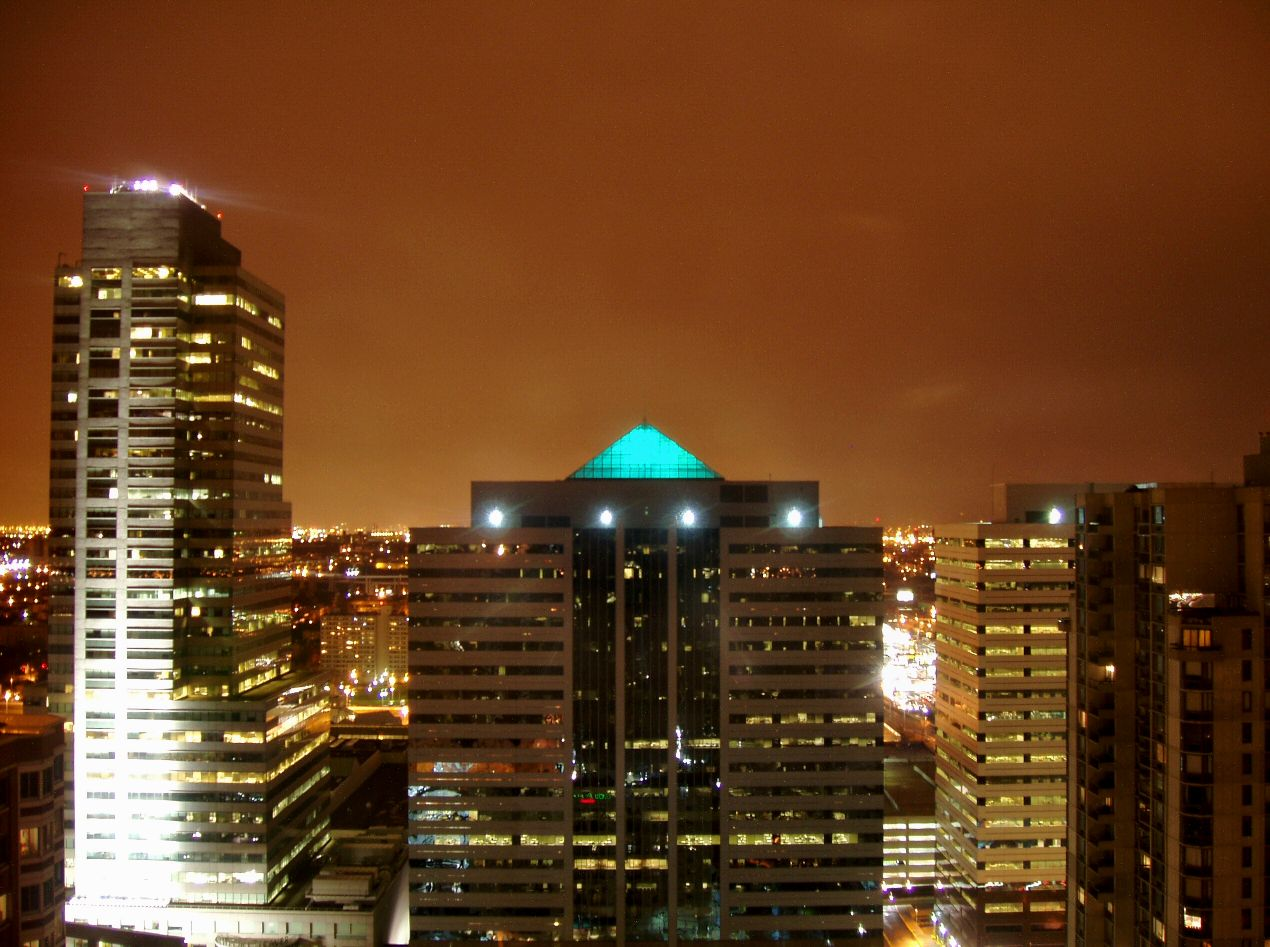
Jersey City bij nacht
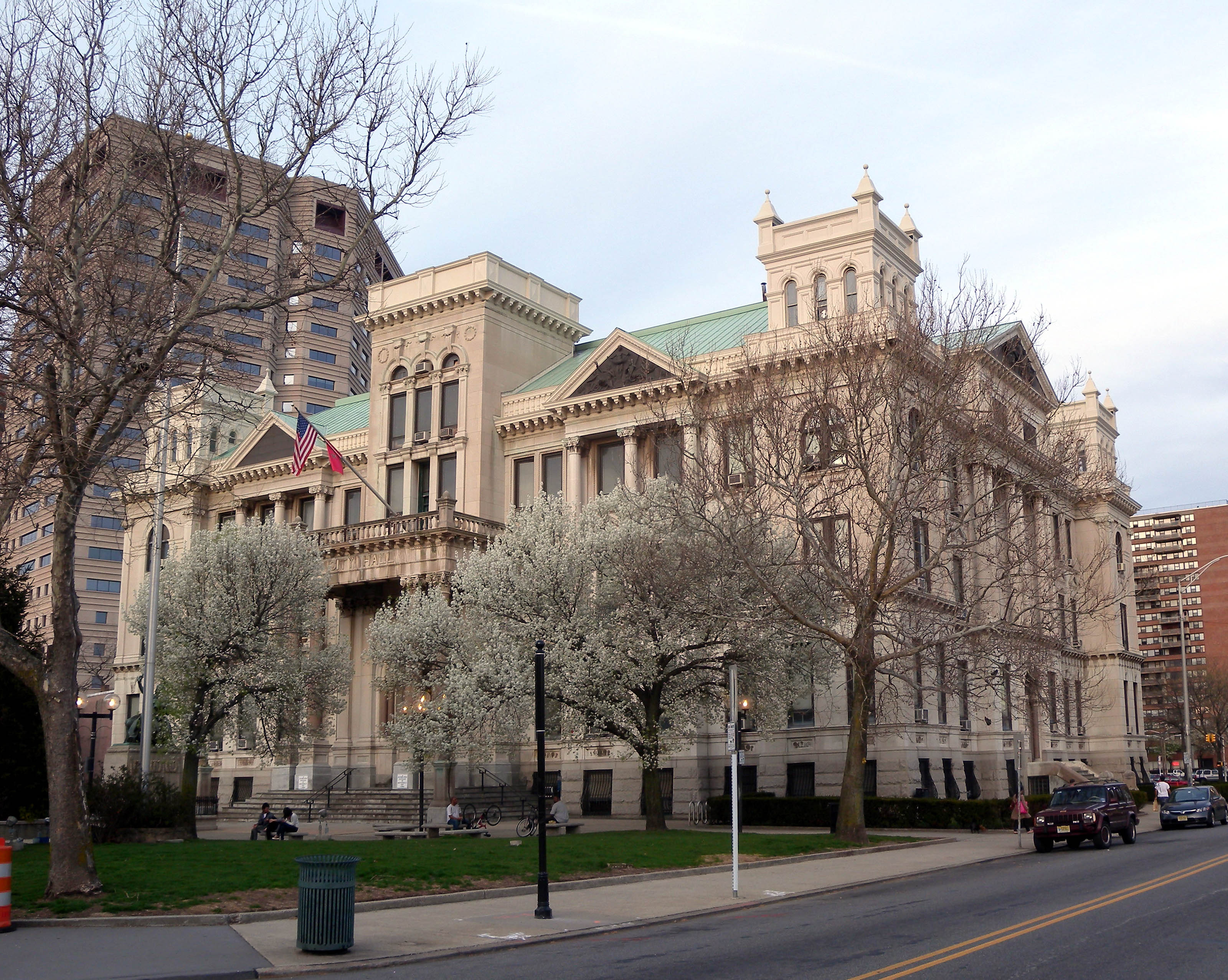
Stadhuis van Jersey City